# Финтинеле (Неєнь, Бузеу)
Финтинеле (рум. Fântânele) — село у повіті Бузеу в Румунії. Входить до складу комуни Неєнь.
Село розташоване на відстані 80 км на північний схід від Бухареста, 25 км на захід від Бузеу, 124 км на захід від Галаца, 92 км на південний схід від Брашова.

## Населення
За даними перепису населення 2002 року у селі проживали 147 осіб, усі — румуни. Усі жителі села рідною мовою назвали румунську.